# Station Holywood
Station Holywood is een spoorwegstation in Holywood in het Noord-Ierse graafschap Down. Het station ligt aan de lijn Belfast - Bangor. Bij de aanleg van het station was Holywood het eindpunt van de lijn. In 1865 werd de lijn doorgetrokken naar Bangor.